# Marjan Čakarun
Marjan Čakarun (Zara, 27 aprile 1990) è un cestista croato.

## Palmarès
- Campionato sloveno: 2

Helios Domžale: 2015-16
Primorska: 2018-19
- Alpe Adria Cup: 1

Helios Domžale: 2015-16
- Coppa di Slovenia: 1

Primorska: 2018
- Supercoppa slovena: 1

Primorska: 2019